# Adolfo Navajas Artaza
Adolfo Felipe Navajas Artaza (Gobernador Virasoro, 26 de mayo de 1925-2 de agosto de 2022), también conocido como Don Toco, fue un empresario y político argentino; perteneciente a la familia Navajas. Su padre fundó el Establecimiento Las Marías, productor de yerba mate y té, en Gobernador Virasoro, Corrientes, de la cual fue su presidente honorario.
Fue designado Interventor Federal de Corrientes durante la presidencia de facto de Juan Carlos Onganía, cargo que ocupó del 22 de septiembre de 1969 al 11 de enero de 1973; también fue intendente de Virasoro y Ministro de Acción Social de la Nación, durante la presidencia de facto de Reynaldo Bignone, del 22 de septiembre de 1982 al 10 de diciembre de 1983.

## Biografía
Adolfo Navajas Artaza nació el 26 de mayo de 1925 en la localidad correntina de Gobernador Virasoro; a un año de que su padre, Víctor Navajas Centeno, se iniciase en la plantación de yerba mate. Se casó con  
Amalia Beatriz Fournier Foderé, en 1949, con quien tuvo cuatro hijos.
El 22 de septiembre de 1969 fue designado interventor federal de Corrientes por el presidente de facto Juan Carlos Onganía. Posteriormente, fue senador nacional por Corrientes.
El 22 de septiembre de 1982 asumió como Ministro de Desarrollo Social de la Nación, designado por el presidente de facto Reynaldo Bignone, cargo en el que permaneció hasta el 10 de diciembre de 1983, tras el retorno de la democracia en Argentina.
De 1985 a 1987 fue presidente del concejo municipal de Gobernador Virasoro, cargo equivalente a intendente.
Fue presidente, de entre otras organizaciones, de la Unión Industrial de Corrientes, de la Federación y de la Cámara de Molineros de Yerba Mate de la Zona Productora y del Banco de la Provincia de Corrientes. Participó en la Asociación Sanmartiniana.
Recibió dos veces el premio Konex: en 1998 y 2008, en la categoría destinada a empresarios rurales; y además fue premiado con la Orden Ecuestre Militar Caballero de los Andes y la de Gran Maestro de la Orden Nacional del Mérito del Paraguay.
En 2005 impulsó la creación de la alianza Proyecto Corrientes, a través de la cual apoyó la candidatura a gobernador de  Gustavo Canteros, siendo derrotados por el candidato de la entonces alianza gobernante, Arturo Colombi.
Por el desempeño de la función pública fue beneficiario de una jubilación bajo el régimen propio para funcionarios públicos -de las comúnmente llamadas "de privilegio"-, la que le fuera anulada, como a otros miembros del Proceso de Reorganización Nacional, en el año 2008, en razón de haber sido ministro en la presidencia de facto de Reynaldo Bignone. Fue enjuiciado por delitos de lesa humanidad en el marco de la causa vinculada a la represión en el establecimiento yerbatero Las Marías; en dicho proceso se lo acusó asimismo de que en su cementerio privado se sepultaron cuerpos sin identificar.